# Cicle de Stirling
El  cicle Stirling  és el cicle termodinàmic en el qual es basa el motor Stirling que busca obtenir el màxim rendiment. Per això, és semblant al cicle de Sadi Carnot.
A diferència de la màquina de Carnot, (la qual aconsegueix la major eficiència teòrica) aquesta màquina està constituïda per dues isotermes, dues isocores i un sistema de regeneració entre les isocores. Existeix també una màquina similar segons el cicle Ericsson, que consta de dues isotermes i dues isòbares. També consta d'un sistema de regeneració entre les isòbares com en el cicle Stirling.

## Descripció del funcionament
El cicle Stirling és l'únic capaç d'aproximar (teòricament ho aconsegueix) al rendiment màxim teòric conegut com a rendiment de Carnot, de manera que, pel que fa a rendiment de motors tèrmics es refereix, és la millor opció.
El seu cicle de treball es conforma mitjançant 2 transformacions isocòriques (escalfament i refredament a volum constant) i dos isotermes (compressió i expansió a temperatura constant)

## El cicle Stirling Ideal

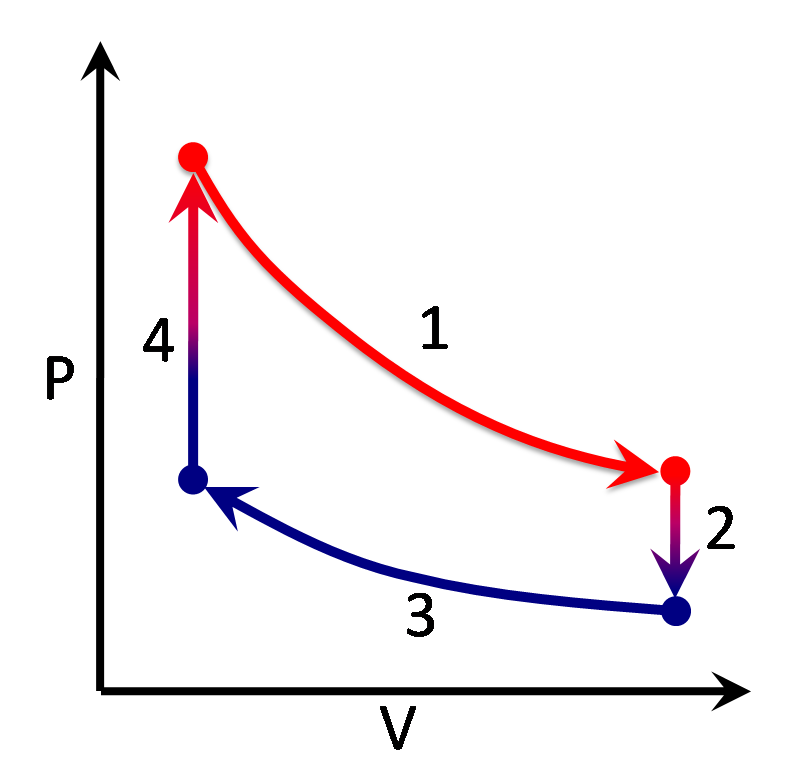
Gràfic d'un diagrama de pressió volum d'un cicle Stirling ideal. En aplicacions reals, com en un motor Stirling, el cicle és quasi el·líptic.

El  Cicle Stirling ideal  consta de quatre processos termodinàmics que actuen sobre el fluid de treball:
- 1: Expansió isotèrmica del gas a alta temperatura. Durant aquest procés s'absorbeix calor de la font exterior calenta.
- 2: Cessió de calor a volum constant (isocòric o isocor), augmentant la temperatura del fluid.
- 3. Compressió isotèrmica: del gas a la temperatura inferior. Durant aquest procés se cedeix a l'exterior una quantitat de calor a la font freda.
- 4: Absorció de calor a volum constant (isocòric o isocor). La temperatura es redueix, i aquesta nova temperatura serà igual a la temperatura inicial.

## Rendiment del cicle
La definició de rendiment per a una màquina tèrmica és:
{\displaystyle \eta ={\frac {W_{net}}{Q_{absorbit}}}}
El treball net serà el a causa de l'expansió i compressió isotèrmiques, ja que durant els processos isocòriques no es realitza treball. Per a un gas ideal es calcula com
{\displaystyle W_{net}=nRT_{C}\ln \left({\frac {V_{max}}{V_{min}}}\right)-nRT_{F}\ln \left({\frac {V_{min}}{V_{max}}}\right)}
on {\displaystyle V_{min}} i {\displaystyle V_{max}} són els volums mínim i màxim que s'assoleixen, i {\displaystyle T_{C}}, {\displaystyle T_{F}} les temperatures de les fonts calenta i freda respectivament. Definint la relació de compressió com {\displaystyle r=V_{max}/V_{min}} i aplicant propietats del logaritme, es redueix a
{\displaystyle W_{net}=nR(T_{C}-T_{F})\ln(r)}.
El gas només absorbeix calor durant dues etapes: l'escalfament a volum constant i l'expansió isotèrmica. Per a un gas ideal això representa
{\displaystyle Q_{absorbit}=nc_{v}(T_{C}-T_{F})+nRT_{C}\ln(r)}.
A la pràctica és comú l'ús de regeneradors, que permeten emmagatzemar la calor cedida pel gas durant el refredament a volum constant per després tornar-lo al sistema durant el procés d'escalfament. Si bé ambdues quantitats són iguals en mòdul, ja que es tracten de processos isocòriques entre aquestes dues temperatures, el regenerador no és perfecte i part d'aquesta energia es perd. Definint la seva eficiència com {\displaystyle \eta _{R}=Q_{retornat}/Q_{cedit}}, s'obté
{\displaystyle Q_{absorbit}=(1-\eta _{R})nc_{v}(T_{C}-T_{F})+nRT_{C}\ln(r)}.
Finalment el rendiment total de la màquina resulta
{\displaystyle \eta ={\frac {nR(T_{C}-T_{F})\ln(r)}{(1-\eta _{R})nc_{v}(T_{C}-T_{F})+nRT_{C}\ln(r)}}}.
En la mesura que el funcionament del regenerador s'acosta al cas ideal, el rendiment del cicle s'aproxima al del cicle de Carnot
{\displaystyle \eta {\xrightarrow[{\eta _{R}\rightarrow 1}]{}}1-{\frac {T_{F}}{T_{C}}}}

## Motor Stirling
Convé advertir que no serviria com a motor de cotxe, perquè encara que el seu rendiment és superior, la seva potència és inferior (a igualtat de pes) i el rendiment òptim només s'aconsegueix a velocitats baixes. Pot emprar 1, 2, 3 o més pistons.
Hi ha un element addicional al motor, anomenat regenerador, que, encara que no és indispensable, permet aconseguir majors rendiments. El regenerador és un intercanviador de calor intern que té la funció d'absorbir i cedir calor en les evolucions a volum constant del cicle.
El regenerador consisteix en un mitjà porós amb conductivitat tèrmica menyspreable, que conté un fluid. El regenerador divideix el motor en dues zones: una zona calenta i una altra zona freda. El fluid es desplaça de la zona calenta a la freda durant els diversos cicles de treball, rebentant el regenerador.